# Micromia olivaceata
Micromia olivaceata là một loài bướm đêm trong họ Geometridae.